# ISSF World Cup
Der ISSF World Cup wurde 1986 von der International Shooting Sport Federation (ISSF) eingeführt, um ein einheitliches System für die Qualifikation zu den olympischen Schießwettbewerben zu schaffen. Er wird nach wie vor in den Disziplinen der olympischen Schießwettbewerbe ausgetragen, mit vier Wettbewerben pro Jahr in jeder Disziplin. Für die besten Schützinnen und Schützen gibt es seit 1988 ein World Cup Finale.

## World Cup Finale
Am Ende der World-Cup-Saison findet ein World Cup Finale statt, für das sich Schützinnen und Schützen wie folgt qualifizieren können:
- Aktueller Olympiasieger, Weltmeister, ISSF-World-Cup-Sieger.
- Silber- und Bronze-Medaillen-Gewinner der vorherigen Olympiade oder Weltmeisterschaft.
- Die besten acht Schützinnen und Schützen der jeweiligen World-Cup-Saison.
- Maximal zwei Schützinnen beziehungsweise Schützen des Gastgeberlandes des World-Cup-Finales können in zwei Disziplinen antreten sofern sie sich nicht anderweitig qualifiziert haben.

## Austragungsorte
Der ISSF wählt für jedes Jahr neue Austragungsorte, wobei einige Austragungsorte häufiger gewählt werden als andere. In den meisten Jahren ist entweder München oder Mailand einer der europäischen Wahlkampforte für die Disziplinen Gewehr und Pistole. Die weiteren Wettkampfstätten sind außerhalb Europas entweder in Asien, Afrika oder Amerika.

### Gewehr und Pistole
| Nr. | Jahr | World Cup 1    | World Cup 2    | World Cup 3  | World Cup 4    | World Cup 5 | World Cup 6    | World Cup Finale |
| --- | ---- | -------------- | -------------- | ------------ | -------------- | ----------- | -------------- | ---------------- |
| 1   | 1986 | Mexiko-Stadt   | Suhl           | München      | Zürich         | Bukarest    | Seoul          | –                |
| 2   | 1987 | Havanna        | Mexiko-Stadt   | München      | Suhl           | Zürich      | Seoul          | –                |
| 3   | 1988 | Mexiko-Stadt   | Rio de Janeiro | Suhl         | München        | Moskau      | –              | München          |
| 4   | 1989 | Mexiko-Stadt   | Zagreb         | Suhl         | München        | Zürich      | Rio de Janeiro | München          |
| 5   | 1990 | Mexiko-Stadt   | Los Angeles    | Suhl         | München        | Zürich      | Rio de Janeiro | München          |
| 6   | 1991 | Mexiko-Stadt   | Los Angeles    | Seoul        | Zagreb         | München     | Zürich         | München          |
| 7   | 1992 | Mexiko-Stadt   | Los Angeles    | Suhl         | München        | Mailand     | –              | München          |
| 8   | 1993 | Seoul          | Los Angeles    | München      | Mailand        | Mailand     | –              | München          |
| 9   | 1994 | Fort Benning   | Havanna        | Peking       | Mailand        | Barcelona   | –              | München          |
| 10  | 1995 | Havanna        | Hiroshima      | Seoul        | München        | Mailand     | –              | München          |
| 11  | 1996 | Havanna        | Atlanta        | München      | Mailand        | –           | –              | Näfels           |
| 12  | 1997 | Havanna        | Seoul          | München      | Mailand        | –           | –              | Lugano           |
| 13  | 1998 | Atlanta        | München        | Mailand      | Buenos Aires   | –           | –              | Zürich           |
| 14  | 1999 | Seoul          | München        | Mailand      | Atlanta        | –           | –              | München          |
| 15  | 2000 | Sydney         | Mailand        | München      | Atlanta        | –           | –              | München          |
| 16  | 2001 | Atlanta        | Seoul          | Mailand      | München        | –           | –              | München          |
| 17  | 2002 | Sydney         | Shanghai       | Atlanta      | Mailand        | –           | –              | München          |
| 18  | 2003 | Fort Benning   | Zagreb         | München      | Changwon       | –           | –              | Mailand          |
| 19  | 2004 | Bangkok        | Sydney         | Athen        | Mailand        | –           | –              | Bangkok          |
| 20  | 2005 | Changwon       | Fort Benning   | München      | Mailand        | –           | –              | München          |
| 21  | 2006 | Guangzhou      | Resende        | München      | Mailand        | –           | –              | Granada          |
| 22  | 2007 | Fort Benning   | Sydney         | Bangkok      | München        | –           | –              | Bangkok          |
| 23  | 2008 | Rio de Janeiro | Peking         | München      | Mailand        | –           | –              | Bangkok          |
| 24  | 2009 | Changwon       | Peking         | München      | Mailand        | –           | –              | Wuxi             |
| 25  | 2010 | Sydney         | Peking         | Fort Benning | Belgrad        | –           | –              | München          |
| 26  | 2011 | Sydney         | Changwon       | Fort Benning | München        | –           | –              | Breslau          |
| 27  | 2012 | London         | Mailand        | München      | –              | –           | –              | Bangkok          |
| 28  | 2013 | Changwon       | Fort Benning   | München      | Granada        | –           | –              | München          |
| 29  | 2014 | Fort Benning   | München        | Maribor      | Peking         | –           | –              | Qəbələ           |
| 30  | 2015 | Changwon       | Fort Benning   | München      | Qəbələ         | –           | –              | München          |
| 31  | 2016 | Bangkok        | Rio de Janeiro | München      | Baku           | –           | –              | Bologna          |
| 32  | 2017 | Neu Delhi      | München        | Qəbələ       | –              | –           | –              | Neu Delhi        |
| 33  | 2018 | Guadalajara    | Changwon       | Fort Benning | München        | –           | –              | –                |
| 34  | 2019 | Neu-Delhi      | Peking         | München      | Rio de Janeiro | –           | –              | Putian           |
| 35  | 2020 | Neu Delhi      | München        | Baku         | –              | –           | –              | –                |
| 36  | 2021 | Neu-Delhi      | Changwon       | Osijek       | Baku           | –           | –              | Breslau          |
| 37  | 2022 | Kairo          | Rio de Janeiro | Baku         | Changwon       | –           | –              | –                |
| 38  | 2023 | Jakarta        | Kairo          | Bhopal       | Lima           | Baku        | Rio de Janeiro | Doha             |
| 39  | 2024 | Kairo          | Granada        | Baku         | München        | –           | –              | Neu Delhi        |
| 40  | 2025 | Buenos Aires   | Lima           | München      | Ningbo         | –           | –              | Doha             |
| 41  | 2026 | Granada        | München        | Hangzhou     | Kairo          | –           | –              | –                |

### Flinte
Es werden die Disziplinen Trap und Skeet ausgetragen.
| Nr. | Jahr | World Cup 1   | World Cup 2    | World Cup 3 | World Cup 4   | World Cup 5 | World Cup 6 | World Cup Finale  |
| --- | ---- | ------------- | -------------- | ----------- | ------------- | ----------- | ----------- | ----------------- |
| 1   | 1986 | Mexiko-Stadt  | Montecatini    | Moskau      | Suhl          | Seoul       | –           | –                 |
| 2   | 1987 | Havanna       | Mexiko-Stadt   | Montecatini | Moskau        | Seoul       | –           | –                 |
| 3   | 1988 | Mexiko-Stadt  | Belo Horizonte | Suhl        | Osijek        | Bologna     | –           | München           |
| 4   | 1989 | Mexiko-Stadt  | Suhl           | Osijek      | Tampere       | Tallinn     | –           | München           |
| 5   | 1990 | Mexiko-Stadt  | Los Angeles    | Bologna     | Suhl          | Weert       | –           | München           |
| 6   | 1991 | Mexiko-Stadt  | Los Angeles    | Lonato      | Seoul         | Kairo       | –           | München           |
| 7   | 1992 | Kairo         | Mexiko-Stadt   | Los Angeles | Lonato        | Suhl        | –           | München           |
| 8   | 1993 | Kairo         | Seoul          | Los Angeles | Suhl          | Fagnano     | –           | München           |
| 9   | 1994 | Nikosia       | Kairo          | Havanna     | Peking        | Fagnano     | –           | München           |
| 10  | 1995 | Lima          | Nikosia        | Seoul       | Chiba         | Lahti       | –           | München           |
| 11  | 1996 | Lima          | Atlanta        | Lonato      | Suhl          | –           | –           | Montecatini Terme |
| 12  | 1997 | Neu-Delhi     | Nikosia        | Lonato      | Seoul         | Brisbane    | –           | Montecatini Terme |
| 13  | 1998 | Kairo         | Brunei         | Atlanta     | Lonato        | –           | –           | Montecatini Terme |
| 14  | 1999 | Lima          | Latsia         | Latsia      | Lonato        | –           | –           | Kuweit            |
| 15  | 2000 | Neu-Delhi     | Sydney         | Kairo       | Lonato        | –           | –           | Nikosia           |
| 16  | 2001 | Nikosia       | Seoul          | Lonato      | Americana     | –           | –           | Doha              |
| 17  | 2002 | Sydney        | Shanghai       | Suhl        | Santo Domingo | –           | –           | Lonato            |
| 18  | 2003 | Sydney        | Neu-Delhi      | Granada     | Lonato        | –           | –           | Rom               |
| 19  | 2004 | Sydney        | Kairo          | Athen       | Americana     | –           | –           | Maribor           |
| 20  | 2005 | Changwon      | Rom            | Belgrad     | Americana     | –           | –           | Dubai             |
| 21  | 2005 | Qingyuan      | Kerrville      | Kairo       | Suhl          | –           | –           | Granada           |
| 22  | 2007 | Santo Domingo | Changwon       | Lonato      | Maribor       | –           | –           | Belgrad           |
| 23  | 2008 | Peking        | Kerrville      | Suhl        | Belgrad       | –           | –           | Minsk             |
| 24  | 2009 | Kairo         | München        | Minsk       | San Marino    | –           | –           | Peking            |
| 25  | 2010 | Acapulco      | Peking         | Dorchester  | Lonato        | –           | –           | Izmir             |
| 26  | 2011 | Concepción    | Sydney         | Peking      | Maribor       | –           | –           | Al Ain            |
| 27  | 2012 | Tucson        | London         | Lonato      | –             | –           | –           | Maribor           |
| 28  | 2013 | Acapulco      | Al Ain         | Nikosia     | Granada       | –           | –           | Abu Dhabi         |
| 29  | 2014 | Tucson        | Almaty         | München     | Peking        | –           | –           | Qəbələ            |
| 30  | 2015 | Acapulco      | Al Ain         | Larnaka     | Qəbələ        | –           | –           | Nikosia           |
| 31  | 2016 | Nikosia       | Rio de Janeiro | San Marino  | Qəbələ        | –           | –           | Rom               |
| 32  | 2017 | Neu Delhi     | Acapulco       | Larnaka     | –             | –           | –           | Neu Delhi         |
| 33  | 2018 | Guadalajara   | Changwon       | Siġġiewi    | Tucson        | –           | –           | –                 |
| 34  | 2019 | Acapulco      | Al Ain         | Changwon    | Lahti         | –           | –           | Al Ain            |
| 35  | 2020 | Nikosia       | Neu Delhi      | Baku        | –             | –           | –           | –                 |
| 36  | 2021 | Kairo         | Neu Delhi      | Lonato      | Osijek        | –           | –           | Larnaka           |
| 37  | 2022 | Nikosia       | Lima           | Lonato      | Baku          | Changwon    | –           | –                 |
| 38  | 2023 | Rabat         | Doha           | Larnaka     | Kairo         | Almaty      | Lonato      | Doha              |
| 39  | 2024 | Kairo         | Rabat          | Baku        | Lonato        | –           | –           | Neu Delhi         |
| 40  | 2025 | Buenos Aires  | Lima           | Nikosia     | Lonato        | –           | –           | Doha              |
| 41  | 2026 | Rabat         | Schymkent      | Lonato      | Hangzhou      | –           | –           | –                 |

### Laufende Scheibe
| Nr.* | Jahr | World Cup 1     | World Cup 2  | World Cup 3 | World Cup 4     | World Cup 5 | World Cup 6 | World Cup Finale |
| ---- | ---- | --------------- | ------------ | ----------- | --------------- | ----------- | ----------- | ---------------- |
| 4    | 1989 | Guatemala-Stadt | Suhl         | München     | –               | –           | –           | München          |
| 5    | 1990 | Guatemala-Stadt | Mexiko-Stadt | Los Angeles | Suhl            | München     | Zürich      | München          |
| 6    | 1991 | Guatemala-Stadt | Los Angeles  | Seoul       | Zagreb          | München     | Suhl        | München          |
| 7    | 1992 | Guatemala-Stadt | Los Angeles  | Suhl        | München         | Mailand     | –           | München          |
| 8    | 1993 | Seoul           | Los Angeles  | München     | Mailand         | –           | –           | München          |
| 9    | 1994 | Guatemala-Stadt | Peking       | Mailand     | Barcelona       | –           | –           | München          |
| 10   | 1995 | Seoul           | München      | Mailand     | Guatemala-Stadt | –           | –           | München          |
| 11   | 1996 | Havanna         | Atlanta      | Pilsen      | Mailand         | –           | –           | Näfels           |
| 12   | 1997 | Havanna         | Seoul        | München     | Mailand         | –           | –           | Lugano           |
| 13   | 1998 | Guatemala-Stadt | Atlanta      | München     | Mailand         | –           | –           | Zürich           |
| 14   | 1999 | Seoul           | München      | Mailand     | Atlanta         | –           | –           | München          |
| 15   | 2000 | Sydney          | Mailand      | München     | Guatemala-Stadt | –           | –           | München          |
| 16   | 2001 | Atlanta         | Seoul        | Mailand     | München         | –           | –           | München          |
| 17   | 2002 | Sydney          | Shanghai     | Atlanta     | Pilsen          | –           | –           | München          |
| 18   | 2003 | Zagreb          | München      | Changwon    | Suhl            | –           | –           | Mailand          |
| 19   | 2004 | Bangkok         | Sydney       | Athen       | Mailand         | –           | –           | Bangkok          |

(*) Die Nummerierung der Wettkämpfe ist analog zu den Nummerierungen der Gewehr/Pistole- und Flinte-Wettkämpfen.

## Losgelöste Wettbewerbe
Einige Disziplinen entfielen als olympische Disziplin. Aus diesem Grund entschloss sich die European Shooting Confederation den European Cup ins Leben zu rufen, der anfangs die Disziplinen 300 Meter Gewehr Dreistellungskampf, 300 Meter Gewehr liegend und 300 Meter Standardgewehr beinhaltete. Ab 2005 wurde der European Cup durch die Disziplinen 25 Meter Zentralfeuerpistole und 25 Meter Standardpistole ergänzt.

## Mehrfach-Medaillen-Gewinner
In der nachfolgenden Tabelle sind Medaillen-Gewinner mit mehr als sieben World-Cup-Gold-Medaillen aufgeführt.
| Nr. | Name                             | Land                                | Jahre     |    |    |    | Gesamt | Disziplin        |
| --- | -------------------------------- | ----------------------------------- | --------- | -- | -- | -- | ------ | ---------------- |
| 1   | Ralf Schumann                    | Deutschland DDR                     | 1986–2012 | 39 | 7  | 10 | 56     | Pistole          |
| 2   | Rajmond Debevec                  | Slowenien Jugoslawien               | 1986–2013 | 27 | 21 | 19 | 67     | Gewehr           |
| 3   | Christian Reitz                  | Deutschland                         | 2008–2025 | 19 | 13 | 10 | 42     | Pistole          |
| 4   | Roberto Di Donna                 | Italien                             | 1991–2001 | 19 | 7  | 7  | 33     | Pistole          |
| 5   | Vincent Hancock                  | Vereinigte Staaten                  | 2005–2023 | 19 | 5  | 2  | 26     | Flinte           |
| 6   | Sergei Martynov                  | Belarus Sowjetunion                 | 1988–2012 | 17 | 8  | 7  | 32     | Gewehr           |
| 7   | Jozef Gonci                      | Slowakei                            | 1995–2011 | 16 | 9  | 11 | 36     | Gewehr           |
| 8   | Jongoh Jin                       | Südkorea                            | 2003–2017 | 16 | 6  | 5  | 27     | Pistole          |
| 9   | Qinan Zhu                        | Volksrepublik China                 | 2004–2016 | 15 | 6  | 6  | 27     | Pistole          |
| 10  | Yifu Wang                        | Volksrepublik China                 | 1986–2003 | 13 | 13 | 7  | 33     | Pistole          |
| 11  | Harald Stenvaag                  | Norwegen                            | 1986–2004 | 12 | 13 | 13 | 38     | Gewehr           |
| 12  | Damir Mikec                      | Serbien                             | 2009–2024 | 11 | 11 | 3  | 25     | Pistole          |
| 13  | Franck Dumoulin                  | Frankreich                          | 1996–2010 | 11 | 7  | 5  | 23     | Pistole          |
| 14  | Zongliang Tan                    | Volksrepublik China                 | 1993–2012 | 11 | 7  | 4  | 5      | Pistole          |
| 15  | Igor Basinski                    | Belarus Sowjetunion                 | 1986–2002 | 11 | 4  | 6  | 21     | Pistole          |
| 16  | Ennio Falco                      | Italien                             | 1988–2009 | 10 | 7  | 6  | 23     | Flinte           |
| 17  | Attila Solti                     | Guatemala Ungarn                    | 1987–2000 | 10 | 7  | 5  | 22     | Laufende Scheibe |
| 18  | Michael Jakosits                 | Deutschland                         | 1989–2003 | 10 | 4  | 5  | 19     | Laufende Scheibe |
| 19  | Daniele Di Spigno                | Italien                             | 1997–2017 | 10 | 3  | 3  | 16     | Flinte           |
| 20  | Giovanni Pellielo                | Italien                             | 1992–2022 | 10 | 2  | 8  | 20     | Flinte           |
| 21  | Manfred Kurzer                   | Deutschland                         | 1991–2004 | 10 | 2  | 5  | 17     | Laufende Scheibe |
| 22  | Artjom Chadschibekow             | Slowenien                           | 1993–2010 | 9  | 18 | 7  | 34     | Gewehr           |
| 23  | Matthew Emmons                   | Vereinigte Staaten                  | 2001–2016 | 9  | 12 | 11 | 32     | Gewehr           |
| 24  | Boris Kokorev                    | Russland Vereintes Team Sowjetunion | 1987–2008 | 9  | 11 | 6  | 26     | Pistole          |
| 25  | Péter Sidi                       | Ungarn                              | 1999–2017 | 9  | 10 | 7  | 26     | Gewehr           |
| 26  | Alexei Alipow                    | Russland                            | 1998–2021 | 9  | 9  | 10 | 28     | Flinte           |
| 27  | Alberto Fernández                | Spanien                             | 2007–2024 | 9  | 5  | 4  | 18     | Flinte           |
| 28  | Jean-Pierre Amat                 | Frankreich                          | 1986–2000 | 9  | 5  | 3  | 17     | Gewehr           |
| 29  | Saurabh Chaudhary                | Indien                              | 2019–2022 | 9  | 2  | 2  | 13     | Pistole          |
| 30  | Tanju Kirjakow                   | Bulgarien                           | 1986–2008 | 8  | 13 | 11 | 32     | Pistole          |
| 31  | Michael Diamond                  | Australien                          | 1991–2015 | 8  | 12 | 4  | 24     | Flinte           |
| 32  | Oleh Omeltschuk                  | Ukraine                             | 2007–2023 | 8  | 7  | 3  | 18     | Pistole          |
| 33  | Niccolò Campriani                | Italien                             | 2009–2014 | 8  | 4  | 3  | 15     | Gewehr           |
| 34  | Michail Nestrujew                | Russland                            | 1996–2009 | 8  | 3  | 6  | 17     | Pistole          |
| 35  | Jiří Přívratský                  | Tschechien                          | 2021–2024 | 8  | 3  | 6  | 17     | Gewehr           |
| 36  | Albano Pera                      | Italien                             | 1986–1997 | 8  | 3  | 4  | 15     | Flinte           |
| 37  | Sergei Nikolajewitsch Pyschjanow | Russland Vereintes Team Sowjetunion | 1986–1997 | 7  | 12 | 8  | 27     | Pistole          |
| 38  | Sergei Kamenski                  | Russland                            | 2014–2021 | 7  | 6  | 1  | 14     | Gewehr           |
| 39  | Tomoyuki Matsuda                 | Japan                               | 2008–2017 | 7  | 4  | 4  | 15     | Pistole          |
| 40  | Warren Potent                    | Australien                          | 2007–2016 | 7  | 3  | 2  | 12     | Gewehr           |

Stand: 31. Dezember 2024